# Mentiroso
Mentiroso è un brano musicale del cantante spagnolo Enrique Iglesias, estratto come primo singolo dall'album Quizás del 2002.
Il video musicale del brano è stato diretto da Simon Brand.

## Tracce
CD promo Universal Records Mexico #01069-2
1. Mentiroso (Version Album) - 3:59
2. Mentiroso (Version Mariachi) - 3:47

## Classifiche
| Classifica (2002)                             | Posizione più alta |
| --------------------------------------------- | ------------------ |
| U.S. Billboard Hot Latin Tracks               | 1                  |
| U.S. Billboard Latin Pop Airplay              | 1                  |
| U.S. Billboard Latin Regional Mexican Airplay | 6                  |
| U.S. Billboard Latin Tropical/Salsa Airplay   | 4                  |
| U.S. Billboard Bubbling Under Hot 100         | 5                  |